# Алжирский Сахель
Алжи́рский Сахе́ль — идущая вдоль Средиземного моря гряда холмов в несколько километров шириной и около 50 км длиной, расположенная к западу от столицы Алжира.

## География

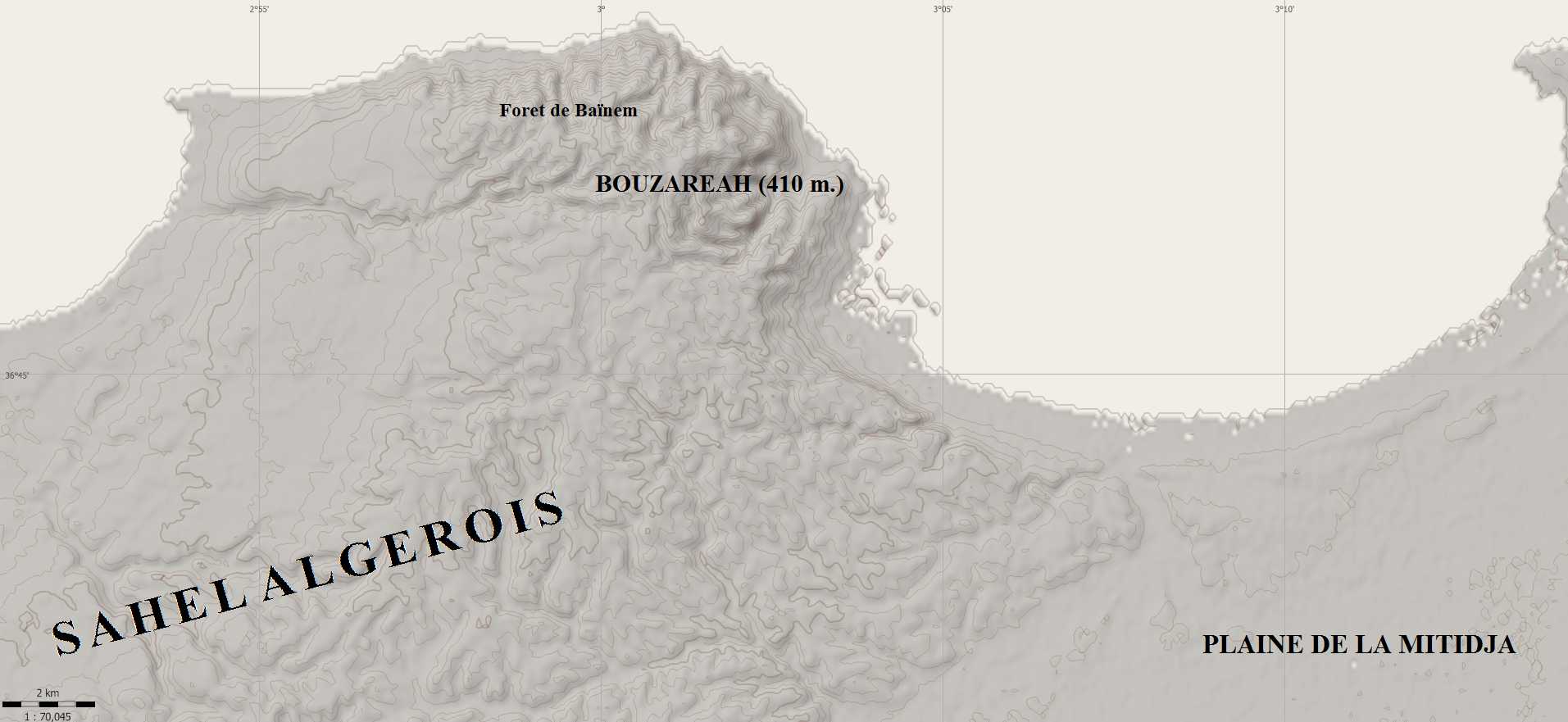
Алжирский Сахель и равнина Митиджа

Алжирский Сахель тянется от массива вблизи города Бузареаха на востоке (это самая высокая точка Сахеля — 407 метров над уровнем моря) до горы Шенуа на западе. Он отделяет равнину Митиджа от Средиземного моря, в результате чего на равнине весьма влажный климат. Единственная пересекающая Сахель река — уэд Мазафран.
Алжирский Сахель представляет собой совокупность небольших прибрежных равнин, плато, невысоких лесистых или используемых для сельского хозяйства холмов. Он подразделяется на два природных региона: западный между уэдами Надор и Мазафран и восточный между уэдами Мазафран и Эль-Харраш.
На прибрежном склоне — очень мягкий климат, позволяющий выращивать ранние овощи (урожаи помидоров и картофеля собирают уже в январе). У его подножья расположен ряд небольших курортных городков, таких как Айн-Бениан, Зеральда, Сиди-Ферруш, Бу-Исмаил и Типаса, знаменитая своими римскими руинами. Во времена французского владычества холмы были покрыты виноградниками. Противоположные от моря склоны используются для животноводства и плодоводства.

## История
Среди холмов Алжирского Сахеля в 1832 году было основано первое поселение, появившееся при французской колонизации — Дели-Ибрагим.
В западной части Сахеля французами был построен оросительный туннель для осушения озера Халула и санации Митиджи. Эта галерея, которая сбрасывает воды в Средиземное море, проходит под Мавретанским королевским мавзолеем — памятником нумидийской эпохи, расположенным на высоте 261 м над уровнем моря.